# ユーラシア特許庁
ユーラシア特許庁（- とっきょちょう、露: Евразийское патентное ведомство; ЕАПВ、英: Eurasian Patent Office; EAPO）は、ユーラシア特許条約（露: Евразийской патентной конвенции; ЕАПК、英: Eurasian Patent Convention; EAPC）に基づき1995年に設立された地域特許庁である。
正確には、同条約を管理する機関としてユーラシア特許機構（- とっきょきこう、露: Евразийской патентной организацией; ЕАПО、英: Eurasian Patent Organization; EAPO）が設立されるとともに、同条約の業務を遂行する事務局としてユーラシア特許庁が設立された。

## 概要
1991年12月8日のソビエト連邦の消滅に伴い、独立した各国はそれぞれ独自の産業財産権制度とその実施機関である特許庁を整備する必要に迫られた。しかしながら、旧ソビエト連邦の特許庁であるゴスパテント（旧国家発明・発見委員会）を引き継いでロシア特許庁としたロシア連邦や、既に独立していたバルト三国を除く大多数の旧ソビエト連邦諸国にとっては、独自に産業財産権制度を整備し、運用していくことは困難であった。
このため、旧ソビエト連邦諸国は、1994年9月9日にユーラシア特許条約を作成した。同条約は1995年8月12日に発効し、欧州特許庁と同様の地域特許庁であるユーラシア特許庁がモスクワに設立された。ユーラシア特許条約は、欧州特許条約（EPC）を模範として作成されたもので、EPCの運用上の問題点を踏まえて作成されたこと、それぞれが独自の特許制度の長い歴史を有する欧州諸国とは異なり、独立したばかりの国家を対象とするため、各国固有の事情を斟酌する必要がなかったことから、欧州特許条約よりも進んだ地域特許制度であると評されることもある。
なお、この条約は旧ソビエト連邦諸国の加盟を想定しており、名称にはユーラシアが冠されているものの、条約の規定上は、国際連合の加盟国であればいかなる国でもこの条約を締結することが可能である。

## 加盟国
- アルメニア
- アゼルバイジャン
- ベラルーシ
- カザフスタン
- キルギス
- モルドバ
- ロシア連邦
- タジキスタン
- トルクメニスタン

（9か国）
- ウクライナ、ジョージアは条約に署名したが批准していない。
- バルト三国及びウズベキスタンはこの条約に参加していない。